# Antonino Fiorentino
Antonino Fiorentino (Salerno, 10 aprile 1996) è un giocatore di bowling italiano, campione del mondo con la nazionale italiana nel 2018.

## Biografia
Nel 2005 comincia a giocare a bowling presso il Bowling Club Potenza.
Nel giugno 2010, all'età di 14 anni, durante il campionato provinciale Coppa d'argento realizza il suo primo 300 ufficiale.
Nel 2012 viene convocato per la prima volta nella nazionale juniores per i Campionati europei juniores di Aalborg. Nel 2013 ai Campionati europei juniores di Vienna conquista una medaglia d'argento nella specialità doppio con Nicola Pongolini, e una medaglia di bronzo nella specialità Masters.
Nel 2015 si trasferisce a Bologna ed entra a far parte dell'A.S. Galeone dove però rimarrà solamente un anno. A giugno viene convocato per la prima volta in nazionale maggiore per i Campionati europei di Aalborg. A settembre si laurea campione italiano di singolo categoria M/1.
Nel 2016 insieme a Nicola Pongolini, Alessandro Santu e Tommaso Radi fonda l'A.S.D. Delirium a Salsomaggiore Terme. Ad aprile si laurea campione italiano di doppio con Nicola Pongolini, il primo di tre titoli consecutivi (2016, 2017, 2018) nella stessa specialità. A settembre bissa il titolo nel singolo, e ottiene una medaglia di bronzo alla Coppa dei campioni di Olomouc.
Nel 2017 conquista il Track International de Vidy a Losanna e, pur essendo arrivato secondo nel Campionato italiano di singolo, partecipa alla Coppa dei campioni di Vienna, in cui ottiene una medaglia d'argento, perdendo in finale 2-1 dallo svedese Wetterberg.
Nel 2018 si ripete al Track International de Vidy e ai campionati mondiali di Hong Kong vince l'oro nella specialità squadra insieme a Nicola Pongolini, Erik Davolio, Marco Reviglio, Pierpaolo De Filippi e Marco Parapini, battendo 2-1 in semifinale il Canada e 2-0 in finale gli Stati Uniti.
Nel 2019 ad aprile partecipa alla Coppa del Mediterraneo a St. Julian's in cui conquista l'oro nella specialità Singolo e nella specialità All Events. Ai Campionati europei di giugno a Monaco di Baviera vince l'oro nella specialità Tris insieme a Nicola Pongolini e Alessandro Santu, l'argento nella specialità All Events e il bronzo nella specialità Squadra, in cui gli azzurri perdono in semifinale dalla Germania.
Nel 2020 a febbraio vince per la terza volta l'International de Vidy. A settembre vince per la quarta volta il Campionato italiano di doppio con Nicola Pongolini.
Nel 2021 a maggio vince per la quinta volta il Campionato italiano di doppio con Nicola Pongolini.
Nel 2022 ai Campionati europei di Helsinki vince per la seconda volta consecutiva l'oro nella specialità Tris, di nuovo insieme a Nicola Pongolini e Alessandro Santu, battendo le due formazioni della Svezia in semifinale e finale. Conquista anche l'argento nella specialità Squadra, battendo in semifinale i padroni di casa della Finlandia, e perdendo poi in finale contro l'Olanda.
Nel 2023 ai Campionati europei di Wittelsheim conquista la medaglia d'oro in Doppio con Nicola Pongolini.
Nel 2025 ottiene il terzo posto al Ballmaster Open di Helsinki. Ai Campionati europei di Aalborg conquista l'oro nelle specialità Singolo e All Events, e il bronzo nelle specialità Doppio e Squadra.